# Élisabeth de Miribel
Élisabeth de Miribel (19. srpna 1915 v Commercy – 29. března 2005 v Paříži) byla francouzská spisovatelka a diplomatka.

## Životopis
Élisabeth de Miribel byla pravnučka francouzského prezidenta Patrice de Mac-Mahona.
Když byla v září 1939 vyhlášena válka, dobrovolně se dostavila na ministerstvo zahraničních věcí a byla přidělena do Londýna v rámci mise vedené spisovatelem a diplomatem Paulem Morandem. V červnu 1940, v době bitvy o Francii, se rozhodla, že se po podepsání příměří do Francie nevrátí.
Dne 17. června ji Geoffroy Chodron de Courcel, tehdejší důstojník generála de Gaulla, požádal, aby vykonávala sekretářské práce. Jejím prvním úkolem bylo napsat text výzvy z 18. června. Poté zůstala ve službách Svobodných francouzských sil jako tajemnice generála de Gaulla.
V roce 1942 byla vyslána na misi do Québecu s úkolem shromáždit Kanaďany pro věc Svobodné Francie a shromáždit finanční prostředky. Poté se stala válečnou zpravodajkou v Itálii u generála Josepha de Goislarda de Monsaberta a v Africe.
V květnu 1944 se setkala s generálem Leclercem a řekla mu o svém přání být přidělena jako válečná zpravodajka k 2. armádnímu pluku. K pluku byla přidělena dne 13. srpna 1944 v Alençonu. Poté pro tisk informovala o osvobození Paříže.
Měla blízko k tomistickým kruhům, zejména k Jacquesu Maritainovi, vstoupila v roce 1949 do karmelitánského řádu. Po pěti letech ho však ze zdravotních důvodů opustila.
Na konci roku 1954 nastoupila Élisabeth de Miribel na ministerstvo zahraničí jako atašé v kanceláři ministra Mendèse-France.
Byla jmenována do Maroka (v letech 1957-1961 byla druhou tajemnicí). Poté v letech 1961 a 1962 nastoupila do ústřední správy pro kulturní a technické záležitosti, poté v letech 1962 až 1964 zastávala pozici archiváře a dokumentátora a v době, kdy de Gaulle připravoval sblížení s Québecem, nastoupila do amerického oddělení. V letech 1964-1965 pracovala v americkém oddělení ministerstva pod vedením Jeana-Daniela Jurgensena a poté byla jmenována druhou tajemnicí v Santiagu de Chile. Poté byla přidělena do rakouského Innsbrucku a svou kariéru ukončila jako generální konzulka Francie ve Florencii.
Vydala autobiografii La Liberté souffre violence, která v roce 1982 získala cenu Prix Saint-Simon, a také biografie několika historických postav.
Zemřela v roce 2005 a je pohřbena na hřbitově Père-Lachaise (13. oddělení). Odpočívá se svým třetím pradědečkem Armandem Charlesem Augustinem, vévodou z Croix de Castries (1756-1842), generálporučíkem, a se svou babičkou Élisabeth Charlotte Sophie de Mac Mahon, rozenou de la Croix de Castries, vévodkyní z Magenty (1834-1900), manželkou maršála de Mac Mahon.